# Pierwszy rząd Luísa Montenegra
Pierwszy rząd Luísa Montenegra (port. XXIV Governo Constitucional de Portugal – XXIV rząd konstytucyjny Portugalii) – rząd Portugalii funkcjonujący od 2 kwietnia 2024 do 5 czerwca 2025. Był to centroprawicowy mniejszościowy gabinet tworzony przez Partię Socjaldemokratyczną (PSD) i Partię Ludową (CDS/PP). Gabinet ten zastąpił trzeci rząd Antónia Costy.

## Historia
Po przedterminowych wyborach ze stycznia 2022, w których Partia Socjalistyczna uzyskała samodzielną większość w Zgromadzeniu Republiki, António Costa utworzył swój kolejny gabinet. 7 listopada 2023 lider PS podał się do dymisji z funkcji premiera, motywując to informacją o planowanym objęciu go postępowaniem w sprawie korupcyjnej. Decyzja ta skutkowała rozpisaniem na marzec 2024 przedterminowych wyborów parlamentarnych, w których największe poparcie uzyskała koalicja ugrupowań centroprawicowych. 21 marca lider PSD Luís Montenegro otrzymał od prezydenta misję utworzenia nowego rządu. Lista kandydatów na ministrów została przedstawiona tydzień później.
2 kwietnia 2024 Marcelo Rebelo de Sousa dokonał zaprzysiężenia nowego rządu.
Na początku 2025 premierowi zaczęto zarzucać konflikt interesów i naruszenie przepisów antykorupcyjnych. Doszło do tego po publikacjach medialnych dotyczących działalności założonego przez niego przedsiębiorstwa Spinumviva, w którym udziały przejęli najbliżsi członkowie jego rodziny. W marcu 2025 rząd przegrał w parlamencie głosowanie nad wotum zaufania. Skutkowało to rozpisaniem na maj 2025 przedterminowych wyborów, które skupiona wokół PSD koalicja wygrała, powiększając swoją reprezentację poselską. 5 czerwca 2025 został zaprzysiężony drugi rząd Luísa Montenegra.

## Skład rządu
- Premier: Luís Montenegro (PSD)[5]
- Minister stanu, minister spraw zagranicznych: Paulo Rangel (PSD)
- Minister stanu, minister finansów: Joaquim Miranda Sarmento (PSD)
- Minister ds. prezydium rządu: António Leitão Amaro (PSD)
- Minister delegowany ds. spójności terytorialnej: Manuel Castro Almeida (PSD)
- Minister ds. parlamentarnych: Pedro Duarte (PSD)
- Minister obrony narodowej: Nuno Melo (CDS/PP)
- Minister sprawiedliwości: Rita Alarcão Júdice (bezp.)
- Minister administracji i spraw wewnętrznych: Margarida Blasco (bezp.)
- Minister edukacji, nauki i innowacji: Fernando Alexandre (bezp.)
- Minister zdrowia: Ana Paula Martins (PSD)
- Minister infrastruktury i mieszkalnictwa: Miguel Pinto Luz (PSD)
- Minister gospodarki: Pedro Reis (PSD)
- Minister pracy, solidarności i zabezpieczenia społecznego: Maria do Rosário Palma Ramalho (bezp.)
- Minister środowiska i energii: Graça Carvalho (PSD)
- Minister ds. młodzieży i modernizacji: Margarida Balseiro Lopes (PSD)
- Minister rolnictwa i żywności: José Manuel Fernandes (PSD)
- Minister kultury: Dalila Rodrigues (bezp.)